# Jean Charles Grenier
Jean Charles Marie Grenier (1808-1875) va ser un naturalista, botànic, zoòleg, i professor francès. Es posseeixen 498 registres de les seves identificacions i publicacions de noves espècies, la majoria amb Dominique Alexandre Godron.

## Obra
- Souvenirs botaniques des environs d'Eaux-Bonnes, actes de la Société linnéenne de Bordeaux, t.9, 15 juny 1837
- Observations sur les genres Moenchia et Malachium, 1839, 8 pp.
- Thèse de géographie botanique du département du Doubs, 1844
- Fragment de voyage botanique dans les Alpes du Dauphiné (1848), discurs de recepció a l'Acadèmia de Besançon, 1849, 76 pp.
- Florula Massiliensis advena: Florule exotique des environs de Marseille, extret de Memòries de la Société d'Émulation du département du Doubs, sessió del 13 de juny de 1857, Besançon: Dodivers, 1857
- Flore de la chaine jurassique

- 1a part : Dicotylées - Dialypétales, Paris: F. Savy & Besançon: Dodivers, 1865 .

- Flore de France: ou Description des plantes qui croissent naturellement en France et en Corse, amb Dominique Godron :

- Volum 1, Paris: J.-B. Baillière, 1848 
- Volum 2, Besançon: Sainte-Agathe aîne & Lyon : Charles Savy, 1850 
- Volum 3, Paris : F. Savy, 1853 

## Honors

### Eponímia
Gènere
- (Caryophyllaceae) Greniera J.Gai[1]

Espècies
- (Amaryllidaceae) Narcissus × grenieri K.Richt.[2]
- (Asteraceae) Carduus grenieri Sch.Bip. ex-Nyman[3]
- (Poaceae) × Aegilotrichum grenieri (K.Richt.) I.G.Camus[4]